# Nascar Sprint Cup Series 2011
Nascar Sprint Cup Series 2011 var den 63:e upplagan av den främsta divisionen av professionell stockcarracing i USA sanktionerad av National Association for Stock Car Auto Racing.
Säsongen bestod av 36 race och inleddes på Daytona International Speedway med uppvisningsloppen Budweiser Shootout 12 februari och Gatorade Duels 17 februari, vilket även var slutkval till den 53:e upplagan av Daytona 500. Säsongen avslutades 20 november på Homestead-Miami Speedway med Ford 400. Tony Stewart tog sin tredje mästerskapstitel. Chevrolet vann märkesmästerskapet för nionde året i rad.

## Tävlingskalender
| Nr                       | Officiellt namn                                        | Bana                                                   | Datum           |
| ------------------------ | ------------------------------------------------------ | ------------------------------------------------------ | --------------- |
| U                        | Budweiser Shootout                                     | Daytona International Speedway, Daytona Beach, Florida | 12 februari     |
| KV                       | Gatorade Duel                                          | Daytona International Speedway, Daytona Beach, Florida | 17 februari     |
| 1                        | Daytona 500                                            | Daytona International Speedway, Daytona Beach, Florida | 20 februari     |
| 2                        | Subway Fresh Fit 500                                   | Phoenix International Raceway, Phoenix, Arizona        | 27 februari     |
| 3                        | Kobalt Tools 400                                       | Las Vegas Motor Speedway, Las Vegas, Nevada            | 6 mars          |
| 4                        | Jeff Byrd 500 presented by Food City                   | Bristol Motor Speedway, Bristol, Tennessee             | 20 mars         |
| 5                        | Auto Club 400                                          | Auto Club Speedway, Fontana, Kalifornien               | 27 mars         |
| 6                        | Goody's Fast Relief 500                                | Martinsville Speedway, Ridgeway, Virginia              | 3 april         |
| 7                        | Samsung Mobile 500                                     | Texas Motor Speedway, Fort Worth, Texas                | 9 april         |
| 8                        | Aaron's 499                                            | Talladega Superspeedway, Talladega, Alabama            | 17 april        |
| 9                        | Crown Royal presents the Matthew and Daniel Hansen 400 | Richmond International Raceway, Richmond, Virginia     | 30 april        |
| 10                       | Showtime Southern 500                                  | Darlington Raceway, Darlington, South Carolina         | 7 maj           |
| 11                       | Fedex 400 benefiting Autism Speaks                     | Dover International Speedway, Dover, Delaware          | 15 maj          |
| U                        | Sprint Showdown                                        | Charlotte Motor Speedway, Concord, North Carolina      | 21 maj          |
| U                        | Sprint All-Star Race                                   | Charlotte Motor Speedway, Concord, North Carolina      | 21 maj          |
| 12                       | Coca-Cola 600                                          | Charlotte Motor Speedway, Concord, North Carolina      | 29 maj          |
| 13                       | STP 400                                                | Kansas Speedway, Kansas City, Kansas                   | 5 juni          |
| 14                       | 5-hour Energy 500                                      | Pocono Raceway, Long Pond, Pennsylvania                | 12 juni         |
| 15                       | Heluva Good! Sour Cream Dips 400                       | Michigan International Speedway, Brooklyn, Michigan    | 19 juni         |
| 16                       | Toyota/Save Mart 350                                   | Infineon Raceway, Sonoma, Kalifornien                  | 26 juni         |
| 17                       | Coke Zero 400 powered by Coca-Cola                     | Daytona International Speedway, Daytona Beach, Florida | 2 juli          |
| 18                       | Quaker State 400                                       | Kentucky Speedway, Sparta, Kentucky                    | 9 juli          |
| 19                       | Lenox Industrial Tools 301                             | New Hampshire Motor Speedway, Loudon, New Hampshire    | 17 juli         |
| 20                       | Brickyard 400 presented by Big Machine Records.com     | Indianapolis Motor Speedway, Speedway, Indiana         | 31 juli         |
| 21                       | Good Sam RV Insurance 500                              | Pocono Raceway, Long Pond, Pennsylvania                | 7 augusti       |
| 22                       | Heluva Good! Sour Cream Dips at The Glen               | Watkins Glen International, Watkins Glen, New York     | 14 15 augusti   |
| 23                       | Pure Michigan 400                                      | Michigan International Speedway, Brooklyn, Michigan    | 21 augusti      |
| 24                       | Irwin Tools Night Race                                 | Bristol Motor Speedway, Bristol, Tennessee             | 27 augusti      |
| 25                       | Advocare 500                                           | Atlanta Motor Speedway, Hampton, Georgia               | 4 6 september   |
| 26                       | Wonderful Pistachios 400                               | Richmond International Raceway, Richmond, Virginia     | 10 september    |
| Chase for the Sprint Cup |                                                        |                                                        |                 |
| 27                       | Geico 400                                              | Chicagoland Speedway, Joliet, Illinois                 | 18 19 september |
| 28                       | Sylvania 300                                           | New Hampshire Motor Speedway, Loudon, New Hampshire    | 25 september    |
| 29                       | AAA 400                                                | Dover International Speedway, Dover, Delaware          | 2 oktober       |
| 30                       | Hollywood Casino 400                                   | Kansas Speedway, Kansas City, Kansas                   | 9 oktober       |
| 31                       | Bank of America 500                                    | Charlotte Motor Speedway, Concord, North Carolina      | 15 oktober      |
| 32                       | Good Sam Club 500                                      | Talladega Superspeedway, Talladega, Alabama            | 23 oktober      |
| 33                       | Tums Fast Relief 500                                   | Martinsville Speedway, Ridgeway, Virginia              | 30 oktober      |
| 34                       | AAA Texas 500                                          | Texas Motor Speedway, Fort Worth, Texas                | 6 november      |
| 35                       | Kobalt Tools 500                                       | Phoenix International Raceway, Phoenix, Arizona        | 13 november     |
| 36                       | Ford 400                                               | Homestead-Miami Speedway, Homestead, Florida           | 20 november     |

## Resultat
| Nr                       | Tävling                                                | Pole position      | Flest ledda varv | Vinnare         | Team                      | Konstruktör | Rapport |
| ------------------------ | ------------------------------------------------------ | ------------------ | ---------------- | --------------- | ------------------------- | ----------- | ------- |
| U                        | Budweiser Shootout                                     | Dale Earnhardt Jr. | Jeff Burton      | Kurt Busch      | Penske Racing             | Dodge       | Rapport |
| KV                       | Gatorade Duel 1                                        | Dale Earnhardt Jr. | Kevin Harvick    | Kurt Busch      | Penske Racing             | Dodge       | Rapport |
| KV                       | Gatorade Duel 2                                        | Jeff Gordon        | Jeff Burton      | Jeff Burton     | Richard Childress Racing  | Chevrolet   | Rapport |
| 1                        | Daytona 500                                            | Dale Earnhardt Jr. | Ryan Newman      | Trevor Bayne    | Wood Brothers Racing      | Ford        | Rapport |
| 2                        | Subway Fresh Fit 500                                   | Carl Edwards       | Jeff Gordon      | Jeff Gordon     | Hendrick Motorsports      | Chevrolet   | Rapport |
| 3                        | Kobalt Tools 400                                       | Matt Kenseth       | Tony Stewart     | Carl Edwards    | Roush Fenway Racing       | Ford        | Rapport |
| 4                        | Jeff Byrd 500                                          | Carl Edwards       | Jimmie Johnson   | Kyle Busch      | Joe Gibbs Racing          | Toyota      | Rapport |
| 5                        | Auto Club 400                                          | Juan Pablo Montoya | Kyle Busch       | Kevin Harvick   | Richard Childress Racing  | Chevrolet   | Rapport |
| 6                        | Goody's Fast Relief 500                                | Jamie McMurray     | Kyle Busch       | Kevin Harvick   | Richard Childress Racing  | Chevrolet   | Rapport |
| 7                        | Samsung Mobile 500                                     | David Ragan        | Matt Kenseth     | Matt Kenseth    | Roush Fenway Racing       | Ford        | Rapport |
| 8                        | Aaron's 499                                            | Jeff Gordon        | Clint Bowyer     | Jimmie Johnson  | Hendrick Motorsports      | Chevrolet   | Rapport |
| 9                        | Crown Royal presents the Matthew and Daniel Hansen 400 | Juan Pablo Montoya | Kyle Busch       | Kyle Busch      | Joe Gibbs Racing          | Toyota      | Rapport |
| 10                       | Showtime Southern 500                                  | Kasey Kahne        | Kasey Kahne      | Regan Smith     | Furniture Row Racing      | Chevrolet   | Rapport |
| 11                       | Fedex 400 benefiting Autism Speaks                     | Jimmie Johnson     | Jimmie Johnson   | Matt Kenseth    | Roush Fenway Racing       | Ford        | Rapport |
| U                        | Sprint Showdown                                        | David Ragan        | David Ragan      | David Ragan     | Roush Fenway Racing       | Ford        | Rapport |
| U                        | Sprint All-Star Race                                   | Kyle Busch         | Greg Biffle      | Carl Edwards    | Roush Fenway Racing       | Ford        | Rapport |
| 12                       | Coca-Cola 600                                          | Brad Keselowski    | Matt Kenseth     | Kevin Harvick   | Richard Childress Racing  | Chevrolet   | Rapport |
| 13                       | STP 400                                                | Kurt Busch         | Kurt Busch       | Brad Keselowski | Penske Racing             | Dodge       | Rapport |
| 14                       | 5-hour Energy 500                                      | Kurt Busch         | Denny Hamlin     | Jeff Gordon     | Hendrick Motorsports      | Chevrolet   | Rapport |
| 15                       | Heluva Good! Sour Cream Dips 400                       | Kurt Busch         | Greg Biffle      | Denny Hamlin    | Joe Gibbs Racing          | Toyota      | Rapport |
| 16                       | Toyota/Save Mart 350                                   | Joey Logano        | Kurt Busch       | Kurt Busch      | Penske Racing             | Dodge       | Rapport |
| 17                       | Coke Zero 400                                          | Mark Martin        | Ryan Newman      | David Ragan     | Roush Fenway Racing       | Ford        | Rapport |
| 18                       | Quaker State 400                                       | Kyle Busch         | Kyle Busch       | Kyle Busch      | Joe Gibbs Racing          | Toyota      | Rapport |
| 19                       | Lenox Industrial Tools 301                             | Ryan Newman        | Ryan Newman      | Ryan Newman     | Stewart-Haas Racing       | Chevrolet   | Rapport |
| 20                       | Brickyard 400 presented by BigMachineRecords.com       | David Ragan        | Kasey Kahne      | Paul Menard     | Richard Childress Racing  | Chevrolet   | Rapport |
| 21                       | Good Sam RV Insurance 500                              | Joey Logano        | Denny Hamlin     | Brad Keselowski | Penske Racing             | Dodge       | Rapport |
| 22                       | Heluva Good! Sour Cream Dips at The Glen               | Kyle Busch         | Kyle Busch       | Marcos Ambrose  | Richard Petty Motorsports | Ford        | Rapport |
| 23                       | Pure Michigan 400                                      | Greg Biffle        | Greg Biffle      | Kyle Busch      | Joe Gibbs Racing          | Toyota      | Rapport |
| 24                       | Irwin Tools Night Race                                 | Ryan Newman        | Jeff Gordon      | Brad Keselowski | Penske Racing             | Dodge       | Rapport |
| 25                       | Advocare 500                                           | Kasey Kahne        | Jeff Gordon      | Jeff Gordon     | Hendrick Motorsports      | Chevrolet   | Rapport |
| 26                       | Wonderful Pistachios 400                               | David Reutimann    | Kevin Harvick    | Kevin Harvick   | Richard Childress Racing  | Chevrolet   | Rapport |
| Chase for the Sprint Cup |                                                        |                    |                  |                 |                           |             |         |
| 27                       | Geico 400                                              | Matt Kenseth       | Kurt Busch       | Tony Stewart    | Stewart-Haas Racing       | Chevrolet   | Rapport |
| 28                       | Sylvania 300                                           | Ryan Newman        | Jeff Gordon      | Tony Stewart    | Stewart-Haas Racing       | Chevrolet   | Rapport |
| 29                       | AAA 400                                                | Martin Truex Jr.   | Jimmie Johnson   | Kurt Busch      | Penske Racing             | Dodge       | Rapport |
| 30                       | Hollywood Casino 400                                   | Greg Biffle        | Jimmie Johnson   | Jimmie Johnson  | Hendrick Motorsports      | Chevrolet   | Rapport |
| 31                       | Bank of America 500                                    | Tony Stewart       | Kyle Busch       | Matt Kenseth    | Roush Fenway Racing       | Ford        | Rapport |
| 32                       | Good Sam Club 500                                      | Mark Martin        | Tony Stewart     | Clint Bowyer    | Richard Childress Racing  | Chevrolet   | Rapport |
| 33                       | Tums Fast Relief 500                                   | Carl Edwards       | Kyle Busch       | Tony Stewart    | Stewart-Haas Racing       | Chevrolet   | Rapport |
| 34                       | AAA Texas 500                                          | Greg Biffle        | Tony Stewart     | Tony Stewart    | Stewart-Haas Racing       | Chevrolet   | Rapport |
| 35                       | Kobalt Tools 500                                       | Matt Kenseth       | Tony Stewart     | Kasey Kahne     | Team Red Bull             | Toyota      | Rapport |
| 36                       | Ford 400                                               | Carl Edwards       | Carl Edwards     | Tony Stewart    | Stewart-Haas Racing       | Chevrolet   | Rapport |

### Märkesmästerskapet
| Pos     | Tillverkare | Vinster | Poäng |
| ------- | ----------- | ------- | ----- |
| 1       | Chevrolet   | 18      | 248   |
| 2       | Ford        | 7       | 195   |
| 3       | Toyota      | 6       | 187   |
| 4       | Dodge       | 5       | 162   |
| Källor: |             |         |       |